# Orquestación

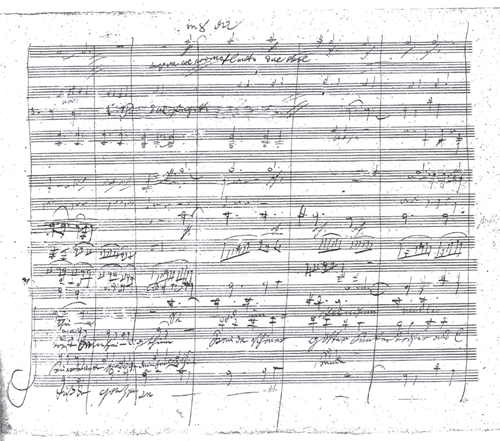
Página manuscrita de la novena sinfonía de Beethoven

La orquestación es el estudio o la práctica de escribir música para orquesta (o de manera más amplia, para cualquier conjunto instrumental); o bien la adaptación para orquesta de música compuesta para otro instrumento o conjunto musical. Solamente en el curso de la historia de la música se ha afirmado como arte compositiva en sí misma.
En sentido estricto, el término «orquestación» se aplica solamente a la orquesta, mientras que se denomina instrumentación cuando la adaptación se realiza para cualquier otro conjunto musical. En este sentido, la instrumentación incluye la orquestación.
En algunos estudios académicos de orquestación[cita requerida] el término «instrumentación» también se puede referir a la consideración de las características propias de cada uno de los instrumentos en particular, más que al arte de combinarlos entre ellos.

## Tipos
Existen dos tipos de adaptaciones: 
- la transcripción, que sigue en un modo muy adherente a la pieza original y
- la adaptación, que tiende a cambiar de manera significativa algunos aspectos de la pieza original.

Sin embargo, en la práctica los dos términos han sido usados como sinónimos de forma errónea.

## La orquestación en diversos ámbitos

### Orquestación en música clásica occidental
La orquestación es una práctica que requiere de ciertas cualidades que no todos los compositores poseen necesariamente. Aunque algunos compositores, como Maurice Ravel, han orquestado obras para piano propias y de otros músicos. De hecho, una de las obras orquestales que tradicionalmente han sido consideradas como ejemplos de brillante orquestación es la versión orquestal que Maurice Ravel hizo de la pieza Cuadros de una exposición de Modest Músorgski.

### Orquestación en otros géneros musicales
En la música comercial, especialmente en la música incidental y en las bandas sonoras, a menudo se recurre a orquestadores independientes para completar el trabajo del compositor, para agilizar el proceso de composición y poder cumplir con los plazos estrictos que exige la industria audiovisual.
El orquestador de música de cine trabaja bastante en breves piezas escritas por autores diversos. Los orquestadores de Broadway trabajan mucho sobre las piezas escritas para piano o en una partitura que contiene el guion de la composición de un lector o lectora

## Tratados de orquestación con relevancia histórica
- Michael Praetorius (1619): Syntagma musicum, volumen dos De Organographia.
- Valentin Roeser (1764): Essai de l'instruction à l'usage de ceux, qui composent pour la clarinet et le cor.
- Hector Berlioz (1844): Grand traité d’instrumentation et d’orchestration modernes (Gran tratado de instrumentación y de orquestación modernas).[1]
- François Auguste Gevaert (1863): Traité general d’instrumentation (Tratado general de instrumentación).[2]
- Charles-Marie Widor (1904): Technique de l’orchestre moderne (La técnica de la orquesta moderna).
- Nikolái Rimski-Kórsakov (1912): Основы оркестровки (Principios de orquestación).
- Cecil Forsyth (1914): Orchestration (Orquestación).
- Alfredo Casella: (1950) La Tecnica dell'Orchestra Contemporanea (La técnica de la orquesta contemporánea).
- Charles Koechlin (1954–9): Traité de l'Orchestration (Tratado de orquestación).
- Walter Piston (1955): Orchestration (Orquestación).
- Samuel Adler (1982, 1989, 2002): The Study of Orchestration. (El estudio de la orquestación).[3]
- Nelson Riddle (1985):  Arranged by Nelson Riddle (Arreglado por Nelson Riddle).
- Alfred Blatter (1997): Instrumentation and Orchestration (Instrumentación y orquestación).